# Květen 2004
1. května – sobota
 Rozšíření Evropské unie o Česko, Estonsko, Kypr, Litvu, Lotyšsko, Maďarsko, Maltu, Polsko, Slovensko a Slovinsko. 